# 변안렬
변안렬(邉安烈, 1334년 4월 ~ 1390년 2월 1일(음력 1월 16일))은 고려 말기의 문신(文臣), 무신(武臣)이다. 원나라 심양 출신이나 공민왕을 따라 고려로 들어왔다. 본관은 원주(原州), 자(字)는 충가(忠可), 호(號)는 대은(大隱)이다. 1351년 진사시에 장원 급제했다. 홍건적을 격퇴하여 경성수복공신 1등공신이 되었고, 이성계(李成桂), 최영(崔瑩) 등과 함께 왜구를 격퇴하여 원천부원군(原川府院君)에 봉해졌으며, 판삼사사(判三司事)와 영삼사사(領三司事)에 이르렀다.
대호군 김저(金佇) 등이 이성계의 세력을 견제하고 우왕의 복위를 모의했던 일에 연루되어 처형되었다. 조선 태조에 의해 조선 개국 이등공신에 추증되었다.

## 생애
1334년 4월에 태어났다. 공민왕 10년(1361년) 안우(安祐)를 따라 홍건적을 패주시키는 데 공을 세워 2등 공신 판소부감사(判小府監事)에 올랐으며 이듬해에는 개성(開城)을 수복하고 1등공신이 되었다. 예의판서(禮儀判書)가 되어 추성보조일등공신推誠輔祚一等功臣)의 호를 받고 판밀직사사(判密直司事)가 되었다. 1374년 최영과 더불어 제주를 정벌한 뒤 지문하부사(知門下府事)·문하평리(門下評理)를 역임하였다.
우왕(禑王) 때 추충양절선위익찬공신(推忠亮節宣威翊贊功臣)의 호를 받은 뒤 양광전라도도지휘사 겸 조전원수(楊廣全羅道都指揮使兼助戰元帥)로서 나세(羅世) · 조사민(趙思敏) 등과 함께 왜구를 크게 물리치고 돌아와 문하찬성사(門下贊成事)로 승진하였다.(우왕 2년, 1376)
단양(丹陽)과 안동(安東)의 왜구를 몰아낸 뒤 원천부원군(原川府院君)에 봉해지고 판삼사사(判三司事), 뒤에 영삼사사(領三司事)가 되었다.

### 황산대첩(우왕 6년, 1380)
우왕 6년(1380년)에는 추충양절선위익찬보조공신(推忠亮節宣威翊贊輔祚功臣)로서 도순찰사(都巡察使) 이성계, 류실 등과 함께 운봉(雲峰), 황산(荒山), 부령(扶寧) 등지에서 왜적을 대파하고 개선한 뒤, 정방제조(政房提調)가 되어 그 세력이 임견미(林堅味)·이인임(李仁任) 등과 겨룰 만큼 커졌다. 우왕은 황산 전투에서 크게 전공을 세운 변안렬과 이성계에게 금 50냥씩, 왕복명 이하 여러 장수들에게는 은 50냥씩을 주었으나, 모두 다 사퇴하면서 말하기를 "장수가 적을 격멸하는 것은 그 직책인데 우리가 어찌 그것을 받겠는가?"라고 하였다.
드디어 대승리를 거두었는데 냇물이 발갛게 되어 6, 7일이나 그 색이 변하지 않았으므로, 사람들이 마시지 못하고 그릇에 담아서 맑아지기를 오랫동안 기다려서야 마실 수 있었다. 노획한 마필이 1,600여 필이고, 기타 무기는 헤아릴 수 없었다. 지인 김국을 파견하여 승전을 보고했더니, 신우는 기뻐서 밀직사 인원보를 보내어 궁중에서 술을 주어서 위로하고, 김국에게 낭장 벼슬과 말 1필을 주었다. 처음에 적의 병력이 아군의 10배나 많았지만 70여명이 겨우 살아 지리산으로 도망쳤다.

### 전제개혁과 관계
위화도 회군 직후에 조준은 파격적인 전제개혁안을 제시했고, 이 개혁안을 둘러싸고 논란이 가중되었다. 그래서 도당에서 투표한 결과 참석자 53명 가운데 조준·정도전 등 18명이 찬성하고, 이색·조민수·변안렬·이임·우현보·권근·유백유 등이 반대하였다.
| 도당에서 그 가부를 토의할 때 시중 이색은 오랜 법제를 경솔하게 고칠 것이 아니라는 의견으로 자기주장을 고집하면서 듣지 않았으며, 이림·우현보·변안렬·권근·유백유 등은 이색의 주장을 추종하였다. 정도전·윤소종은 조준의 주장에 가담했고, 정몽주는 이 중간에서 일정한 입장을 가지지 않았다. 또 여러 관료에게의논하게 하니, 논의에 참가한 자가 53명이었는데 개혁을 요구한 자가 십중팔구였으며, 요구하지 않는 자는 모두 다 명문거족의 자제들이었다. |

위화도 회군이후 사전개혁은 중요한 정치 현안이었다. 이런 분위기에서 변안렬이 이색의 의견을 좇아 사전개혁에 반대한 것은 이성계와 더 이상 함께 할 수 없다는 입장을 드러낸 것이었다.변안렬은 자신의 정치적 활로를 모색하는 과정에서 이성계와 연합했고, 위화도 회군에 참여하였다. 변안렬은 위화도 회군 이후 다시 도당에 참여하면서 권력자로 부상하였다. 하지만 이성계 일파의 정치적 구상에는 뜻을 함께 하지 않았다. 그 대신에 이색과 정치적 입장을 함께 하면서 창왕을 옹립하고 사전개혁에 반대하였다. 그 결과 변안렬은 이성계와 갈등을 빚으면서 다시 정치적 위기를 맞게 되었다.

### 우왕 복위 사건
1389년(창왕 1) 대호군 김저(金佇) 등이 이성계의 세력을 저지하고 우왕의 복위를 모의했던 일이 발각되었다. "11월, 김저(金佇)가 몰래 우왕을 황려부(黃驪府)에서 알현(謁見)하니, 우왕이 울면서 말하기를,“내가 평소부터 곽충보(郭忠輔)와 사이가 좋으니, 그대가 가서 계획을 세워 이성계를 제거한다면, 나의 뜻은 성취될 수 있다.”하였다. 김저가 와서 충보에게 알리니, 충보는 거짓으로 응락하고는 달려와서 이성계에게 알렸다.
김저가 이림(李琳)·우현보(禹玄寶)·이색(李穡) 등과 함께 연루되었다고 거짓 자백하여 한양(漢陽)에 유배되었다가 뒤에 순절하였다.

### 최후
김저와 정득후(鄭得厚)를 체포하려 하니, 득후가 김저와 같이 모의하고 밤에 태조의 저택(邸宅)으로 잠입하다가 문객(門客)에게 잡히게 되자, 스스로 목을 찔러 죽었다. 김저를 순군옥(巡軍獄)에 가두니 공사(供辭)가 변안렬(邉安烈) 등에게 관련되었다. 대간(臺諫)이 청하므로, 태조(이성계)가 극력 구원하였으나 창왕은 듣지 아니하였다.(《태백산사고본》 1책 1권 26장 A면)"
대은변안렬묘역은 경기도 남양주시 진건읍 용정리에 있다. 2002년 9월 16일 경기도의 문화재자료 제116호로 지정되었다.

## 가족
- 부: 변량(邉諒) - 판삼사사(判三司事)로 추증
  - 형(兄): 변안백, 고려 호부전서
  - 제(弟): 변안서(邉安緖)
  - 부인: 원주 원씨
    - 아들: 변현(邉顯)
      - 손자: 변극충(邉克忠), 별좌공파祖, 원종삼등공신
      - 손자: 변극민(邉克愍), 참의공파祖

    - 아들: 변이(邊頤, 1360년 ∼ 1439년), 원종공신, 호용사 동첨절제사, 판남원부사, 전라도 병마도절제사 겸 수군도절제사, 충청도 수군도안무처치사, 중군 총제
      - 손자: 변차희(邉次熹, 첨추공파祖,1392~1462), 子 회문, 장흥고직장, 부안진병마절제사, 조선조 세종때 첨지중추원사
      - 손자: 변상조(邉尙朝, 남부령공파祖): , 원종삼등공신, 조선조 세조때 남부령을, 아내(순천 김씨)
      - 손자: 변상근(邉尙覲, 호군공파祖) 조선조 세종때 선절장군 군기시판관
      - 손자: 변상회(邉尙會,1399~1485, 참판공파祖) 호 무송당, 원종삼등공신, 호조․예조참판 증예조판서 겸 예무관제학 지 경연춘추관사 원평군
      - 손자: 변상동(邉尙同, 감찰공파祖,1400생) 조선조 사헌부감찰
      - 손자: 변상빙(邉尙聘, 군수공파祖), 원종삼등공신, 세종조에 행대감찰로서 홍원숙과 같이 옭고 그른일을 살피는 일로 경기 좌우도보사직이 되고 원종공신삼등에 녹훈 통정대부 간성군수 역임
      - 손자: 변상복(邉尙服, 부마공파祖) 호 송헌(松軒), 조선조 통정대부 강릉대도호부사, (정종의 딸 덕천옹주와 혼인)
      - 손녀 사위: 정유길(鄭由吉), 이점(李漸), 이승손(李承孫)

    - 아들: 변예(邉預)
      - 손자: 변영청(邉永淸) 사용공파祖
      - 손자: 변세청(邉世淸) 중랑장공파祖

## 조선왕조실록
대은 변안렬이 고려의 충신이었음에도 불구하고 변안렬의 커진 세력은 고려 우왕과 이성계로부터 동시에 견제를 받는 입장이었음을 조선왕조실록을 통하여 알 수 있다.
다음 상황은 위화도 회군 이후 실록에 기록된 내용이다. '우왕이 밤에 환자(宦者) 80여 명과 함께 갑옷을 입고 태조 및 조민수·변안렬(邉安烈)의 집으로 달려왔으나, 이들이 모두 전문(殿門) 밖에서 군사를 둔치고 집에 있지 아니한 까닭으로 살해하지 못하고 돌아갔다. (《태백산사고본》 1책 1권 24장 A면)'
정종 1권, 1년(1399 기묘 / 명 건문(建文) 1년) 3월 9일(경진) 태상왕이 새벽에 먼저 유후사에 들어가서 변안렬(邉安烈)의 옛집에 나아갔다.(《태백산사고본》 1책 1권 7장 A면)
태조 2년 계유(1393,홍무 26) 7월22일(을축) 태조는 개국 공신을 책록토록 교지를 내리었다. "죽은 검교 시중(檢校侍中) 변안렬(邉安烈)은 이등 공신 경보(慶補)의 예(例)가 될 만하며, 포상(褒賞)하는 은전(恩典)을 유사(有司)는 거행하라."(《조선왕조실록》 1집 46면)

## 고려사
태조 때 정도전이 편찬한 《고려사》에, 태조가 신우(辛禑) · 신창(辛昌) 및 변안렬(邉安烈)을 죽였다고 기록하여 개국 조선의 갈등을 야기 시켰는데 이는 정도전이 이방원의 심복에게 죽임을 당하는 원인 중 하나였다, 세종은 6년 갑진(1424,영락 22) 12월 1일 태조 때 정도전이 《고려사》를 편찬할 적에, 태조가 신우(辛禑)·신창(辛昌) 및 변안렬(邉安烈)을 죽였다고 기록한 고려 시대의 사초(史草)를 납입(納入)하여, 귀양을 보냈다.

## 목은 이색과의 관계
목은 이색은 변안렬과 관계되는 몇 수의 시를 남겼다. 이색은 왜구가 극렬하여 이를 격퇴하려 이성계와 변안렬 등 여러 원수들이 출정한다는 소식을 듣고, 시를 지어 격려하였다. 이색은 당시에 상의 이성계, 시재 변안렬을 친히 배송하지 못한 것을 한스러워 하고 있다.
승리 결단한 조정의 계책이 훌륭한지라 교외의 전송에 군율 또한 정강해졌으니
서로 의지함은 흡사 수레와 덧방나무요 문란치 않음은 진정 그물과 별릿줄 같네
여러 장수의 용맹은 다 기가 넘치거니와 두 원수의 지휘권은 유별히 광채가 나네
알건대 남은 종자 없이 다 섬멸할 테니 망할까 하여 다시 뽕나무에 매주었으면 하네

아래 시는 이성계와 변안렬의 용맹과 지혜, 그리고 의리를 칭송한 시이다.
천지가 폐장하면 의당 봄이 돌아오고 용사의 칩복은 제 몸 보존키 위함인데
힘을 기르되 때로 숨겨서 겁내지 않고 널리 밝아서 갑옷 쓴 이는 성인이었네
혈기의 용맹은 고작 일당백에 그치지만 의리가 지극하면 천하의 신하가 된다오
양 몰아 범을 침은 상대가 안 되고말고 군사 착함은 율로 내는 데 있을 뿐이네

아래 시의 이공과 변군은 이성계와 변안렬을 말한다. 1380년 이성계가 도순찰사로 변안렬이 도체찰사가 되어 왜구와 치열한 전투를 벌이게 되었을 때이다. 이성계와 변안렬은 운봉 전투에서 왜를 물리치고 크게 공을 이루었다.
이공과 변군은 용맹 지혜 다 갖춘 데다 의리는 하늘 닿아라 어이 그리 우뚝한고
일 당해 두려워하고 계책 내서 성공하니 유독 군법에만 모두 정명한 게 아니로다
상산은 지대가 낮고 큰 고개는 험준한데 고기들이 솥 안에서 살려고 버둥대거니
붕궤되는 형세가 반드시 급격할 테지만 함정만 있고 견고한 성 없음이 한스럽네
가을바람 썰렁해지면 몸은 움츠러들지만 가을밤 점차 길어지면 꿈은 말아지리니
원컨대 우리 주장이 높은 공렬을 세워서 일거에 요기의 뿌리를 모두 절멸시키고
백만의 창생이 다 안정을 되찾게 하여 다시 여생에 풍월을 즐기게 해주었으면 하네

## 포은 정몽주와의 관계
정몽주는 변안렬의 제사에 참석하여 그를 애도하는 제문을 목은 이색, 야은 길재, 도은 이숭인, 이방번(이성계의 아들이며 변안열의 사위이다.) 등과 같이 지었다.
다음은 정몽주의 제문이다.
"임신년 정월 기망일은 고인 대은공이 순절하신 두번째 해입니다. 진실한 벗이며 시중의 직책을 맡고 있는 영일인 정몽주는 술잔을 부어 공의 묘에서 아륍니다. 늠름하기가 추상같음은 공의 충열이요, 열렬하기가 백일(白日) 같음은 공의 의절 이었습니다. 이 밤을 소리 내어 크게 울건대 어느 날이든 감히 잊겠습니까? 받드리는 제수는 비록 박하오나, 마음으로 통하는 우정은 두터우니 혼령께서는 바라건대 오셔서 드시옵소서. 아! 원통하도다."
정몽주는 진실한 벗이며, 잊을 수 없는 벗이라하고 마음으로 통하는 우정이 두터움을 표현하였다. 짧은 제문에서 그는 변안렬의 충직하고 열렬한 절의를 다 표현하고, 그와의 두터운 우정을 생각하며 그의 죽음을 원통해 하였다. 정뭉주전에서 , 변안렬은 지조가 맑고 높았으며 기국과 도량이 넓고 컸으며, 문장에 능통하였고 무에 뛰어났다고 하였다. 이성계와 함께 위화도 회군에 참여하였으나, 우왕의 강화 추방에 상심하여 문을 닫아걸고, 호를 대은이라 하였다고 전한다.

## 불굴가
1389년(공양왕 1년) 10월 11일은 이성계의 생일이었다. 당시 무장들은 사병을 거느리고 있었다. 역성혁명을 꾀하고 있던 이성계는 변안렬이 마음에 걸렸다. 왜냐하면 언제나 정예병 200명을 거느리고 공병(公兵)을 장악해 전공이 많았기 때문이었다. 그래서 이성계는 자기 생일을 핑계로 정몽주와 변안렬을 초대했다. 이성계는 아들 이방원을 시켜 <하여가>를 부르게 하자, 변안렬은 <불굴가>로 정몽주는 <단심가>로 화답했다.
| 하여가(何如歌)                                                                                            |
| --- |
| "이런들 어떠하며 저런들 어떠하리 성황당 후원이 무너진들 어떠하리 우리도 이같이 하여 죽지 않으면 어떠하리" |

| 불굴가(不屈歌) |
| --- |
| "내 가슴 말(斗)처럼 구멍 뚫어 새끼줄로 길게 길게 꿰어 앞에서 끌고 뒤어서 당겨 갈리고 찢길망정 너희들 하는 대로 내 사양치 않으리라. 내 임금 빼앗는 일 나는 굽힐 수 없도다." |

김천택(金天澤)의 『청구영언(靑丘永言)』에 전해오는 「불굴가(不屈歌)」가 그의 시가로 밝혀졌다. 따라서 그의 고려 왕조에 대한 충성심을 엿볼 수 있다. 불굴가는 일명 ‘충의가’라고도 한다. 원가(原歌)는 전하지 않고, 한역가(漢譯歌)와 창작경위가 『원주변씨세보(原州邉氏世譜)』 경신보(庚申譜) 권1 잡록부(雜錄附)에 수록되어 있다.
변안렬은 1351년에 공민왕을 따라 고려에 와서 귀화한 장수로 무공을 많이 세웠다. 그러나 정몽주(鄭夢周)보다 2년 먼저 이성계(李成桂)의 혁명세력에 의하여 죽음을 당하였는데, 그 이유는 「충의가」의 창작동기에 잘 나타나 있다.
즉, 이방원(李芳遠)은 잔치를 베풀고 고려 왕실 추종자들의 마음을 떠보려 「하여가(何如歌)」를 지어 그의 심중을 드러내었다. 그러자 정몽주는 「단심가(丹心歌)」로, 변안렬은 이 작품으로 고려 왕조에 대한 충절을 굽힐 수 없다는 뜻을 드러냈다고 한다.
전하는 한역가는 “穴吾之胸洞如斗 貫以藁索長又長 前牽後引磨且戛 任汝之爲吾不辭 有慾奪吾主此事吾不從”(혈오지흉동여두 관이삭장우장 전견후인마차알 임여지위오불사 유욕탈오주차사오부종)이다.

## 평가
대은 변안렬의 평가를 위해서 고려말을 살펴보면 우왕은 왕씨가 아니라고 몰렸으며, 권력의 탐학과 전횡을 일삼던 이인임은 왕권과 신하들을 위협하다가 이성계에게 처형당하고, 급진개혁가 정도전은 이성계의 힘을 빌어 역성혁명을 꿈꾸었다.
만약, 변안렬이 억울하게 순절하지만 않았어도 고려왕조는 계속되었을지도 모를 일인 것이다. 고려사에서 변안렬을 이성계가 처형했다고 기록했다.
대은 변안렬은 이성계와 함께 위화도에서 회군 하였다. 이는 이성계와 고려를 바로세우려는 충신으로서 같은 뜻을 가졌지만 이성계와 추구하는 목표는 달랐다. 그러나 변안렬은 우왕 복위 사건에 휘말려 억울하게 순절했다.
조선 개국후 태조(이성계)는 개국 이등공신에 책록하였으며 변안렬의 가택을 방문하고 변안렬을 그리워하고 태조는 변안렬의 후손에게 벼슬을 여러차례 내리려 노력하였다. 그러나 변안렬의 후손은 극구 사양하였으며, 태종(11년)때가 돼서야 변안렬의 아들 변이를 상호군(上護軍)에 임명되고 원종공신(元從功臣)에 1등으로 책록한 것이다. 변안렬은 고려의 충신이었다. 이성계에게 변안렬은 조선을 개국하기 위해서 넘어야 하는 가장 큰 산이었을 수도 있다. 대은 변안렬은 고려의 마지막 무신으로 남음과 동시에 조선을 개국하는 명분으로 남았다.

## 변안렬이 등장하는 작품

### TV 드라마
- 《정도전》(KBS, 2014년, 배우:송금식)
- 《태종 이방원》(KBS, 2021년, 배우:임병기)

## 참고 자료
- 『고려사』 권126, 「열전」39, 변안렬
- 『고려사절요』
- 『태조실록』
- 이성무·정구복·허홍식·고혜령·박종기·박홍갑·박한남·원창애, 『대은 변안열의 생애와 업적』, 지식산업사

## 같이 보기
- 최영
- 이성계
- 이색
- 정몽주
- 위화도 회군
- 원주 변씨

## 참조
1. ↑  『고려사』 권126, 열전39
2. ↑  《태조실록》 권4, 태조 2년(1393년) 7월 22일(을축) 3번째 기사
3. ↑  변안렬전에 수록된 황산대첩에는 변안렬의 전공보다는 이성계의 전공이 확대돼 있다. 전공의 평가는 동일하게 받았고 황산대첩에서 변안렬은 도체찰사(정1품)이고, 이성계는 도순찰사(정2품)인데 지휘체계가 모호하다. 이는 도체찰사와 도순찰사의 품계는 고려 시대에는 없었고, 조선 성종 대에 품계가 정해졌기 때문에 생긴 오해이다. 또한 이성계는 3도도순찰사(三道都巡察使)이다. 변안렬전에 묘사된 이성계의 전공은 독자적인 전공위주로 나오는데, 지휘관이 결심하는 합동작전의 내용이 없지만 황산대첩은 왜구의 말 1,600여 필을 노획할 수 있을 정도의 전면전적인 대규모 전투였음을 알 수 있다. 황산대첩후 변안렬은 이성계와 최고의 포상을 받았다. 변안열은 이성계를 견제하기 위한 우왕 측의 안전판으로도 볼 수 있다.
4. ↑  <고려사, 변안렬전>
5. ↑  저서 '대은 변안렬의 생애와 업적'<한국역사문화원>
6. ↑  <<고려사>> 권118, 열전31,조준
7. ↑  <<고려서>> 권118, 열전31, 조준
8. ↑  '대은 변안렬의 생애와 업적'(한국역사문화연구원, 2013)
9. ↑  실록에 "창왕은 듣지 아니하였다." 라고 기록 되었으나 실제 변안렬의 순절 시기는 공양왕의 재임 기간중 이었다.
10. ↑  이를 볼 때 우왕이 이성계, 조민수, 변안렬을 살해하려고 한 공통적인 이유를 알 수도 있다.
11. ↑  태상왕(이성계)이 변안렬을 그리워하는 마음이 정종실록에 기록되었다.
12. ↑  이색의 작품집, 《목은시고》 참조
13. ↑  「장시조(長時調)의 장르형성 과정 및 그 성격(Ⅰ)-‘불굴가(不屈歌)’의 내용(內容)을 중심으로-」(조규익, 『민족문화연구』 제24호, 1991), 「사설시조의 장르형성 재론」(김학성, 『대동문화연구』 20집, 성균관대학교대동문화연구원, 1986),「대은(大隱)의 불굴가보고(不屈歌補攷)」(황패강, 『국어국문학』 49·50, 1970), 「대은(大隱) 변안렬(邊安烈)의 불굴가(不屈歌)」(황패강, 『단국대학교논문집』 2, 1968)]
14. ↑  " 이는 태조(이성계)로 하여금 정도전을 내치는 요인중 하나가 되었을 것이다. 이후 정도전이 펼치는 정책은 태조에게 받아들여지지 않았으며, 결국 정도전은 태조가 16세의 어린 방석을 세자로 책봉하는데 주저하지 않았던 것이다."
15. ↑  저서 '대은 변안렬의 생애와 업적'<한국역사문화원>